# Новый Робинзон
«Но́вый Робинзо́н» (первоначальное название «Воробей») — ежемесячный журнал для детей, орган Севзапбюро Детской Коммунистической организации юных пионеров и Ленинградского губкома РЛКСМ. Выходил в 1923—1925 годах при газете «Петроградская правда». С № 2 за 1925 год — двухнедельный. Закрылся в ноябре 1925 г.
Начал выходить как альманах с октября 1923 и до № 7 за 1924 год назывался «Воробей». По воспоминаниям Самуила Маршака, «на первых порах он носил непритязательное и довольно легкомысленное название „Воробей“, а потом ему было присвоено более серьезное, хоть и несколько экзотическое заглавие — „Новый Робинзон“. Этот журнал был и в самом деле Робинзоном. Возник он почти на голом месте, так как детская литература того времени представляла собой необитаемый или, во всяком случае, малообитаемый остров».
Номинальным редактором значилась З. И. Лилина, фактическим был С. Я. Маршак, который не значился даже официальным сотрудником редакции. В редколлегию вошли члены литературного кружка Маршака, организованного в 1922 году при библиотеке Педагогического института дошкольного образования: Б. Житков, В. Бианки, О. Капица, Е. Привалова.
Опубликованная в первом номере редакционная статья утверждала:
…волшебной сказкою, феями, эльфами и королями не заинтересуешь современного ребёнка. Ему нужна другая литература — литература реалистическая, литература, черпающая свой источник из жизни, зовущая к жизни.
Упор на занимательность, отсутствие директивных материалов в журнале вызвали резкую критику педологов, комсомольских деятелей, в результате чего журнал был закрыт. Авторы «Нового Робинзона» несколько лет спустя стали костяком нового журнала «Ёж».

## Рубрики
- В лаборатории «Нового Робинзона» (М. Ильин)
- Мастеровой (Б. Житков)
- Сделай сам (Б. Житков)
- Как люди работают
- Бродячий фотограф (подписи к фотографиям придумывали Н. Никитин или Б. Житков; по воспоминаниям С. Маршака, подписи эти «представляли собой целые рассказы».)
- Лесная газета (В. Бианки)